# Cadéac
Cadéac ist eine französische Gemeinde mit 304 Einwohnern (Stand 1. Januar 2022) im Département Hautes-Pyrénées in der Region Okzitanien (vor 2016: Midi-Pyrénées). Sie gehört zum Arrondissement Bagnères-de-Bigorre und zum Kanton Neste, Aure et Louron.
Die Einwohner werden Caducéens und Caducéennes genannt.

## Geographie
Cadéac liegt circa 26 Kilometer südöstlich von Bagnères-de-Bigorre in der historischen Provinz Quatre-Vallées.
Umgeben wird Cadéac von den fünf Nachbargemeinden:
| Barrancoueu | Arreau                                      |        |
| Arreau      | Kompassrose, die auf Nachbargemeinden zeigt | Lançon |
| Ancizan     | Grézian                                     |        |

## Einwohnerentwicklung
Nach Beginn der Aufzeichnungen stieg die Einwohnerzahl bis zur Mitte des 19. Jahrhunderts auf einen Höchststand von rund 520. In der Folgezeit sank die Größe der Gemeinde bei kurzen Erholungsphasen bis zu den 1980er Jahren auf rund 135 Einwohner, bevor eine Wachstumsphase einsetzte, die heute noch anhält.
| Jahr      | 1962 | 1968 | 1975 | 1982 | 1990 | 1999 | 2006 | 2011 | 2022 |
| --------- | ---- | ---- | ---- | ---- | ---- | ---- | ---- | ---- | ---- |
| Einwohner | 223  | 181  | 169  | 134  | 161  | 221  | 236  | 263  | 304  |

## Sehenswürdigkeiten
- Pfarrkirche Saint-Félix mit Ursprüngen aus dem 12. Jahrhundert
- Kapelle Notre-Dame de Pène-Tailhade aus der zweiten Hälfte des 16. Jahrhunderts, seit dem 22. Juli 1971 als Monument historique eingetragen
- Burgruine Cadéac aus dem 13. Jahrhundert
- Bildstock Sainte-Luce aus dem 19. Jahrhundert
- Ehemalige Thermalbäder aus dem 19. Jahrhundert

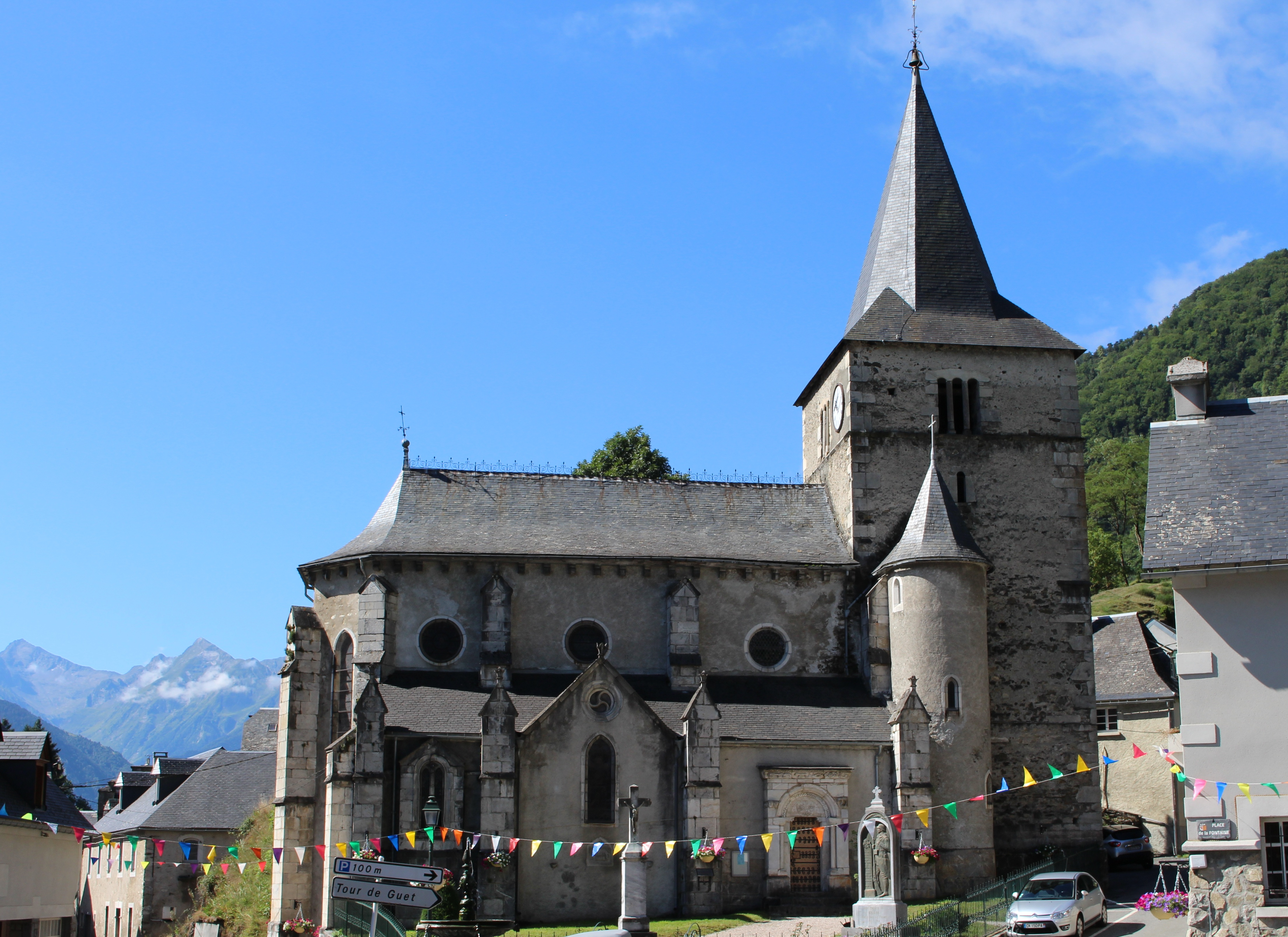
Pfarrkirche Saint-Félix
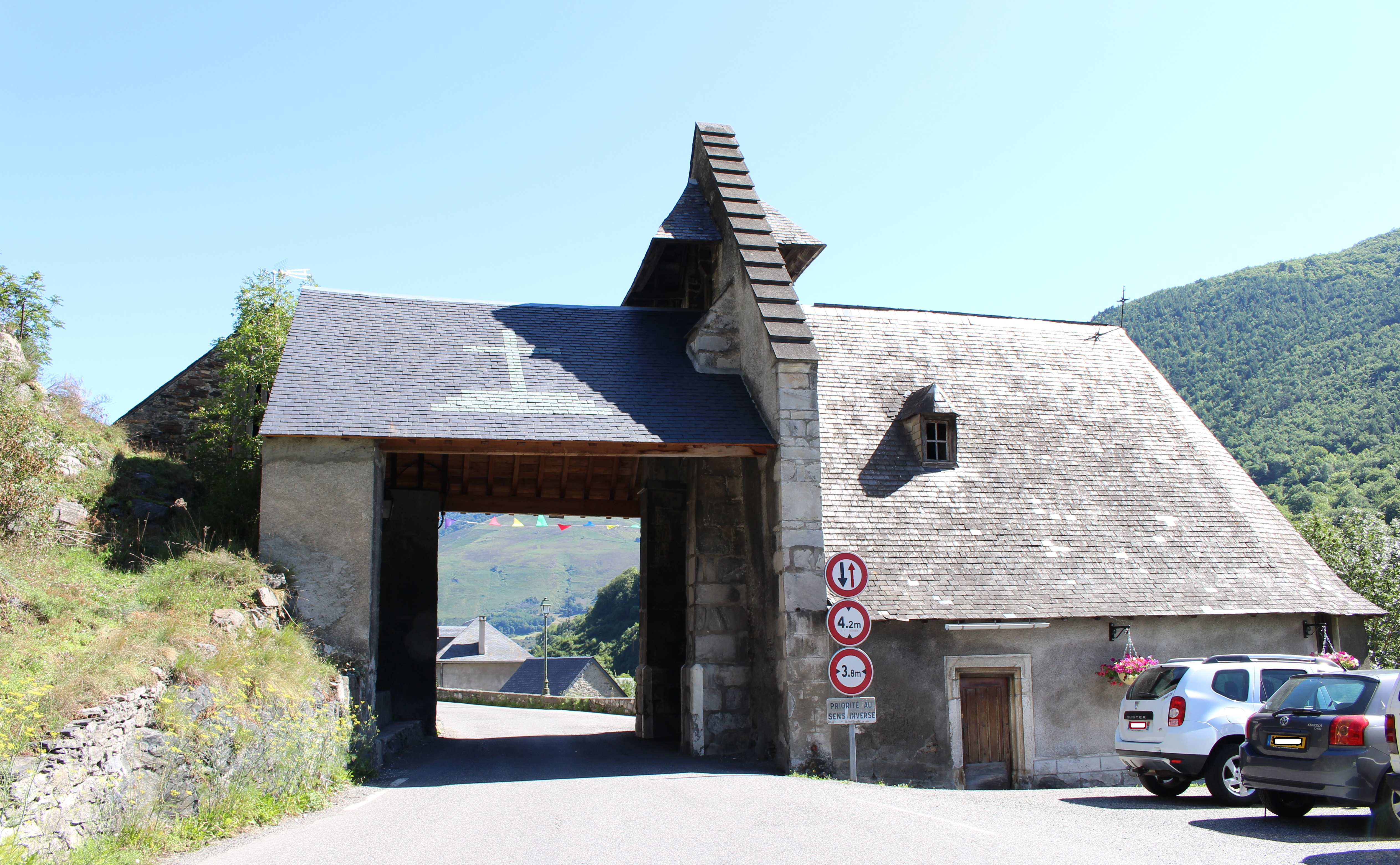
Kapelle Notre-Dame de Pène-Tailhade
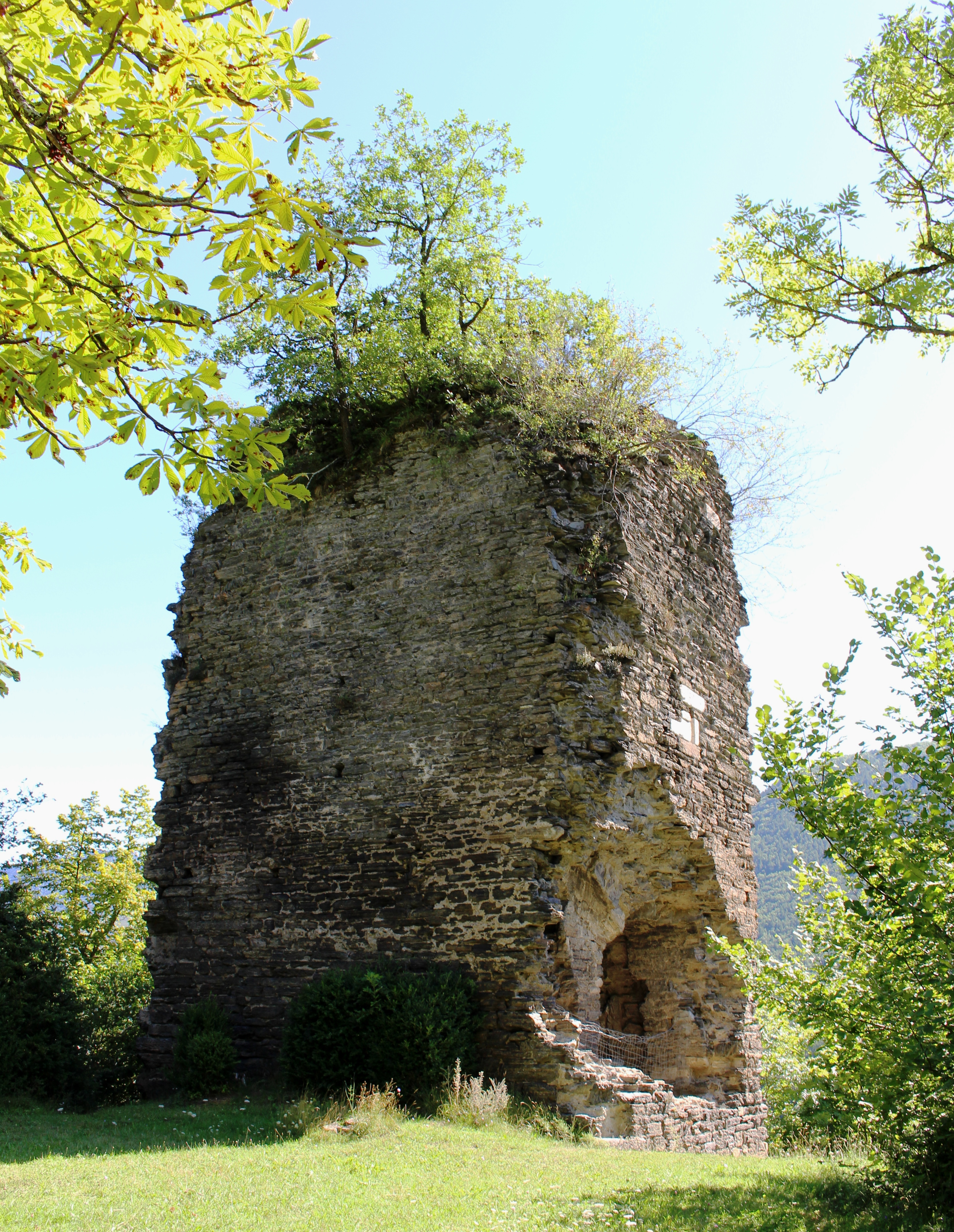
Burgruine Cadéac

## Wirtschaft und Infrastruktur
Cadéac liegt in der Zone AOC der Schweinerasse Porc noir de Bigorre.

Logo des Jakobswegs

### Sport und Freizeit
Der Fernwanderweg GR 105 von Lortet zum Port d’Ourdissétou führt auch durch das Zentrum von Cadéac. Er ist ein alternativer Weg zu einem Parallelweg der Via Tolosana, einem der vier Jakobswege in Frankreich.

### Verkehr
Cadéac ist erreichbar über die Routes départementales 19, 113, 219, 919 und 929, die ehemalige Route nationale 129.
Außerdem ist die Gemeinde über eine Linie des Busnetzes Lignes intermodales d’Occitanie von Lannemezan nach Saint-Lary-Soulan mit anderen Gemeinden des Départements verbunden.